# Sportåret 1792

## Händelser

### Boxning

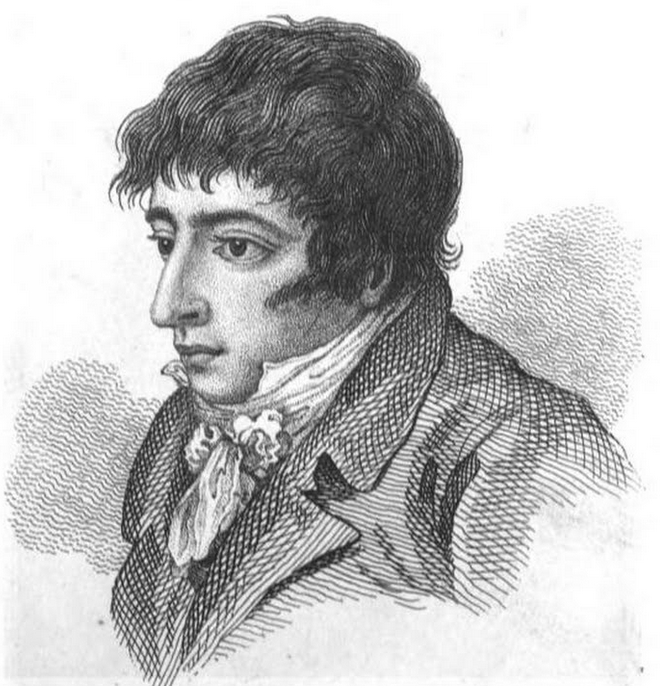
Daniel Mendoza.

- Ben Brain behåller den engelska mästerskapstiteln i tungvikt, men inga matcher finns registrerade för honom under året.[1]

- 14 maj – Daniel Mendoza besegrar Bill Warr i Smitham Bottom. Matchen varar i en timme och 16 minuter över 23 ronder.[2]

### Cricket
- Okänt datum – Sussex CCC vinner County Championship (en inofficiell titel fram till 1890, då de första officiella mästarna koras).